# 1. deild 1960
La 1. deild 1960 fu la 49ª edizione della massima serie del campionato di calcio islandese disputata tra il 26 maggio e il 25 settembre 1960 e conclusa con la vittoria del ÍA, al suo sesto titolo.
Capocannonieri del torneo furono Ingvar Elisson (ÍA) e Þórólfur Beck (KR) con 15 reti.

## Formula
Come nella stagione precedente le squadre partecipanti furono sei e si incontrarono in un turno di andata e ritorno per un totale di dieci partite.
L'ultima classificata retrocedette in 2. deild karla.

## Squadre partecipanti
| Club     | Città     | Stadio | Posizione 1959     |
| -------- | --------- | ------ | ------------------ |
| Fram     | Reykjavík |        | 4°                 |
| KR       | Reykjavík |        | Campione d'Islanda |
| Valur    | Reykjavík |        | 3°                 |
| ÍA       | Akranes   |        | 2°                 |
| ÍBA      | Akranes   |        | 2. deild           |
| Keflavík | Keflavík  |        | 5°                 |

## Classifica finale
|                    | Pos. | Squadra  | Pt | G  | V | N | P | GF | GS | DR  |
| ------------------ | ---- | -------- | -- | -- | - | - | - | -- | -- | --- |
| Islanda (bandiera) | 1.   | ÍA       | 15 | 10 | 6 | 3 | 1 | 32 | 15 | +17 |
|                    | 2.   | KR       | 13 | 10 | 6 | 1 | 3 | 41 | 15 | +26 |
|                    | 3.   | Fram     | 11 | 10 | 4 | 3 | 3 | 21 | 24 | -3  |
|                    | 4.   | Valur    | 10 | 10 | 3 | 4 | 3 | 14 | 25 | -11 |
|                    | 5.   | ÍBA      | 6  | 10 | 3 | 0 | 7 | 24 | 35 | -11 |
|                    | 6.   | Keflavík | 5  | 10 | 2 | 1 | 7 | 14 | 32 | -18 |

Legenda:
      Campione di Islanda
      Retrocessa in 2. deild karla
Note:
Due punti a vittoria, uno a pareggio, zero a sconfitta.

### Verdetti
- ÍA Campione d'Islanda 1960.
- Keflavík retrocesso in 2. deild karla.